# Беннелонг
Вуллараварре Беннелонг (англ. Woollarawarre Bennelong, около 1764, Новый Южный Уэльс, Австралия — 3 января 1813, Киссинг Поинт, Новый Южный Уэльс, Австралия), чаще называемый просто Беннелонг (англ. Bennelong) — австралийский абориген из племени Эора (произносится «юра»), бывший одним из наиболее влиятельных и уважаемых племенных старейшин аборигенов к моменту начала британской колонизации Австралии. Будучи похищен британскими солдатами, впоследствии по приказу первого европейского губернатора на континенте Артура Филлипа служил переводчиком и посредником между колонистами и аборигенами. Первый коренной австралиец, посетивший Британские острова.
Его называют «трагической душой», которую застали врасплох, которая оказалась на перепутье и которую нельзя отнести ни к одному из двух миров, который обычно описывают австралийские историки: мир до колониализма с бытом местного населения и мир после, в котором описываются в основном именно поселенцы, а не живущие с ними бок о бок аборигены. По трагичности судьбы его сравнивают с Покахонтас. При этом источники также описывают его как умного и отважного, но вспыльчивого и непутёвого; отмечалось также его чувство юмора и способность при любой ситуации постоянно травить анекдоты.
Считается культовой и самой известной фигурой первых лет после прибытия европейцев, а его история изобилует мифами, в ней уже трудно отличить правду от вымысла. Так, например, член Австралийского географического общества Брайан Кэррол назвал его человеком, чья история жизни сочетает в себе «романтическую легенду и горькую правду».

## Ранние годы: до прибытия европейцев
Точная дата рождения Беннелонга неизвестна. Большинство источников называют 1764 год (а Оксфордский биографический — 1765), ибо на момент захвата британскими солдатами ему было около 25 лет. Однако до сих пор не особо изучено то, как австралийские аборигены считали время до прибытия европейцев. Достоверно известно лишь то, что он принадлежал к клану вангал, проживавшему в районах к югу от реки Парраматта. Имя Вуллараварре получил в честь рыбы — снэппера (местное название — wallumai), которого, по семейному преданию, он приглушил в возрасте 6 лет, в год прибытия европейцев (Кука и Бэнкса) и открытия ими Австралии. Он родился в уважаемой семье вождей, унаследовав прочную паутину брачных уз и взаимоотношений, которую развивал в течение всей жизни. Благодаря бракам своих сестёр был связан родственными узами с другими кланами, что давало ему большое влияние над ними.
Такой его подход во всём к налаживанию дружественных (и даже попытке наладить брачные) отношений с новоприбывшими, возможно, лишь показывает его стратегию — постоянный поиск союзников и попытку мирного решения вопросов. Австралийский историк Кейт Винсент Смит, долгое время изучавший как Беннелонга, так и его народ, приводит два аргумента в поддержку теории существования этой стратегии: во-первых, он долгое время изучал ранние записи семьи аборигена, которые, в сочетании с присущей эора верой в силу духа и родственных отношений, рисуют картину преднамеренного процесса наращивания взаимоотношений между кланами. То, что вождь клана кадигал, Нанбари пожелал быть похороненным в одной могиле с Беннелонгом через восемь лет после его смерти, говорит о величайшей степени уважения, которую он достиг среди сообщества аборигенов Австралии. При этом, по имеющимся современным данным, основанным на изучении генеалогии австралийцев, Беннелонг не был вождём племени эора. Он был лишь уважаемым старейшиной.
Во-вторых, Смит рассматривает более поздние источники, составленные самими поселенцами на основании записей Филиппа об общении с Беннелонгом под совершенно другим углом. Более ранние историки видели там лишь враждебность и агрессию в изначальном отношении к чужеземцам. Ворчание Джорджа Хау (англ. George Howe), одного из руководителей поселенцев, о том, что туземец ушёл от них и отказался сотрудничать, которое ранее относили к началу 1780-х, Смитом воспринимается как более поздние события из 1800-х, когда отношения между Беннелонгом и Филиппом действительно охладели. И так во всём. В чём ранние историки видели лишь жестокость и враждебность, Смит видит лишь доказательства хладнокровия и желание продемонстрировать независимость у Беннелонга.

## После встречи с европейцами
26 января 1788 года Артур Филипп основал первую колонию на материке, прибыв с десантом. 25 ноября 1789 года вместе с другим аборигеном по имени Колби, Беннелонг был захвачен британскими солдатами и доставлен в поселение в Сиднейской бухте (ныне носит название Порт-Джэксон). Колби сбежал после трёх месяцев пребывания среди белых поселенцев, а Беннелонг быстро привык и приспособился к жизни среди колонистов. Он быстро выучил английский язык и европейские обычаи, а также рассказывал поселенцам об обычаях своего племени.
В мае 1790 года Беннелонг бежал из поселения к своему племени. 7 сентября он присутствовал при инциденте на берегу Мэнли-Коув, когда Филипп был атакован копьём, которое пронзило насквозь его правую руку. Роль Беннелонга в том инциденте или его непосредственная причина не вполне известны, но установлено, что он бросил копьё-карадхи по имени Виллемеринг и что это было ритуальное копьё, а не боевое. Предполагается, что инцидент может быть результатом недоразумения или ритуального наказания Филиппа за несправедливости, чинимые по отношению к аборигенам белыми колонистами, или, более точно, за лишение свободы Беннелонга. Филипп, знавший привычки аборигенов, запретил предпринимать какие-либо ответные действия.

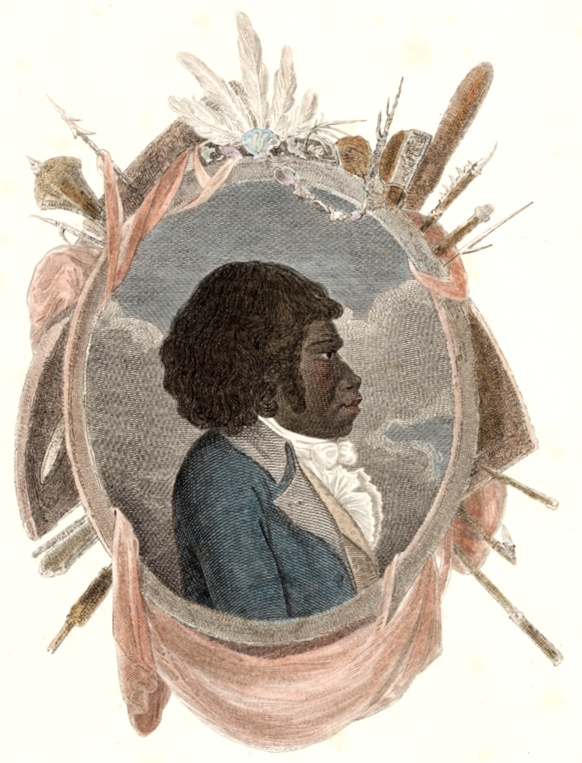
Портрет Беннелонга из Национальной библиотеки Австралии

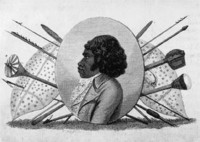
Портрет Беннелонга от 1798 года

В период выздоровления Филиппа Беннелонг неоднократно интересовался его здоровьем. Получив обещание, что не будет задержан или заключён в тюрьму в Сиднее, он стал частым гостем у колонистов. Неоднократно участвовал в переговорах между поселенцами и аборигенами, став самым важным звеном контакта между двумя расами. Со временем его отношения с Филиппом стали очень близкими, он имел практически неограниченный доступ к губернатору и пользовался его полным доверием. Беннелонг считал Филиппа частью своей большой семьи и в качестве места рождения своего ребёнка выбрал резиденцию Филиппа, что стало значительным событием в культуре аборигенов. Он также был частым гостем капитана Уоткина Тенха, которому рассказывал о своих любовных победах, драках (в которых часто участвовал) и ритуальных боях; с гордостью показал шрамы от многочисленных полученных ран. В 1791 году он построил небольшой кирпичный домик в восточной части Сиднейской бухты.

### В Англии
Когда в декабре 1792 года Филипп по собственному прошению вернулся в Великобританию, Беннелонг (вместе с другим аборигеном по имени Еммераварре, который умер во время своего пребывания в Англии) отправился туда вместе с ним. В Англии Беннелонг получил аудиенцию у короля Георга III. После начального периода интереса к новой стране Беннелонг впал в меланхолию и начал злоупотреблять алкоголем.
Беннелонг стал одним из первых аборигенов, который смог адаптироваться к европейской культуре. Он умел хорошо говорить по-английски, перенял европейские обычаи и одевался как настоящий европеец, однако при этом при его помощи колониальный губернатор также изучал язык и традиции аборигенов. Между Артуром Филлипом и Беннелонгом установились дружеские отношения, и пришелец пользовался у него большим уважением. Их дружба была скреплена проведённой Беннелонгом церемонией «обмена именами», во время которой абориген взял себе имя «Губернатор», а Филиппу дал своё имя «Вуллараварре».

### Возвращение в Австралию
Духовно сломленный, он вернулся в Австралию в сентябре 1796 года. К своему удивлению, он был частично отвергнут своим племенем, не получив также никакой помощи от нового губернатора. Спиваясь всё сильнее, он часто участвовал в конфликтах, в 1798 году был дважды ранен в племенных войнах.
Умер 3 января 1813 года в саду близ современного пригорода Сиднея Парраматта, у одноимённой реки, выпив слишком много алкоголя.

## Семья
Дважды был женат. В первый раз на Барангару, также переводчице и посланнице из коренных народов, но уже от другого клана. До свадьбы с Беннелонгом у неё уже было двое детей. Она скончалась в 1792 году. Во второй раз женился на Бурунг, которая нашла себе любовника во время его путешествия в Англию. В честь неё также назван мыс Бурунг (англ. Boorong point) близ Сиднея.
Дети:
1. Дочь Дилбунг (от Барангару)[18];
2. Сын (от неизвестной матери). Имя при рождении неизвестно, после смерти отца усыновлён священником Уильямом Уокером и назван Томасом[1];
3. Сын Дигидиги (сокращённо Дики, от Бурунг), был в течение года (с 1822 по 1823 — год своей смерти[20]) женат на Марии Лок, землевладелице и вундеркинде[21].

## В культуре
В телесериале 1980 года «Вневременная земля» по одноимённому роману его сыграл актёр Чарльз Латалу Юнипингу.

## Память
Наследие Беннелонга долго оспаривалось. Среди многих других Мэннинг Кларк, крупнейший австралийский историк и автор 6-томной, самой полной «Истории Австралии», писал: «Беннелонг вызывал отвращение у тех, кто его цивилизовал, и одновременно стал изгнанником из собственного народа». В последние десятилетия его защищали как человека, который видел лучшее и худшее в западной цивилизации.
Его имя получили следующие объекты:

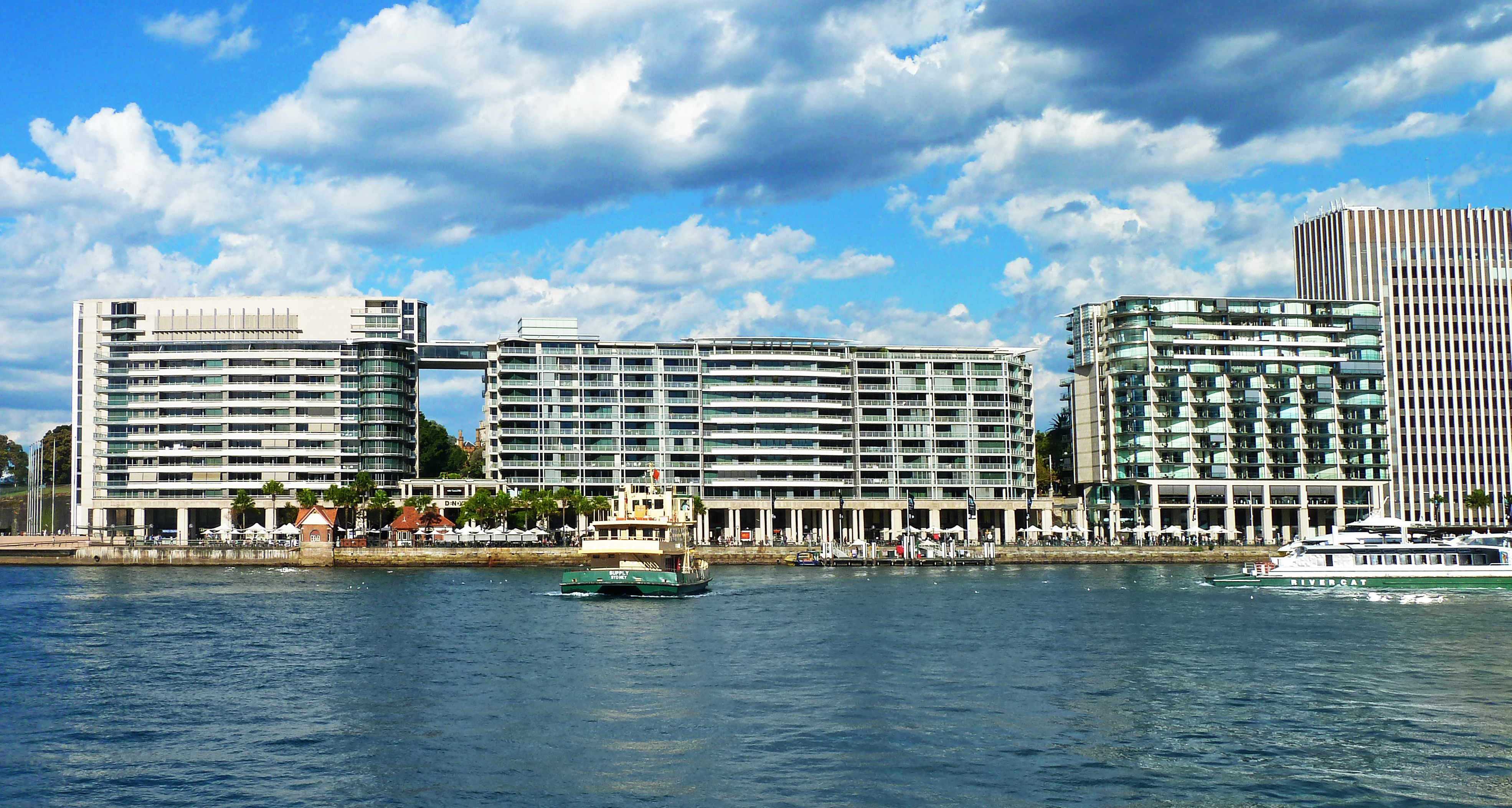
Беннелонг-комплекс

- Жилой комплекс[англ.] в восточной части Сиднейской бухты на Circular Quay[англ.] (справа).
- Залив Беннелонга (река Маккуори, Тасмания)[1];
- Мыс Беннелонга в Новом Южном Уэльсе, на котором ранее стоял его дом, а ныне располагается Сиднейский оперный театр, и объекты на нём:
  - Участок Беннелонга[англ.], выборный участок[1];
  - Парк Беннелонга[2]
  - Ресторан «Беннелонг», самый крупный в здании оперного театра[24];
- Фонд Беннелонга и вручаемая им стипендия его имени в Мельбурнском королевском технологическом университете[1];
- Bennelongia[англ.], род животных из подтипа ракообразных. Включает в себя минимум 15 видов[25].

### Комментарии
1. ↑  Помимо этого в англоязычной литературе реже применяются следующие варианты написания: Bennilong, Bannelon, Benalong, Bunnelong[1], Ogultroyee[3]